# The Visitors
The Visitors är det åttonde studioalbumet av den svenska popgruppen Abba och släppes den 30 november 1981. Albumet producerades av Benny Andersson och Björn Ulvaeus, som även skrev samtliga sånger på albumet. Albumet släpptes 1982 även på CD.

## Historik
Inspelningen och mixningen av sångerna skedde under perioden 16 mars – 14 november 1981 i Polar Music Studios, Stockholm, Sverige. Sångerna spelades in efter att Benny Andersson och Anni-Frid Lyngstad separerat tidigare samma år, vilket gjorde att gruppen nu bestod av två frånskilda par (Björn Ulvaeus och Agnetha Fältskog separerade 1979).
Titellåten handlar om Sovjetdissidenter, ett lite oväntat val för en popsång på 1980-talet. Man kan också märka att låtskrivarna alltmer intresserat sig för musikalmusik; tre år senare släpptes konceptalbumet för deras och Tim Rices musikal Chess.
Albumets största hitsingel var One of Us, men även Head Over Heels, The Visitors och When All is Said and Done gavs ut på singelskiva i olika delar av världen. 
Albumet fick överlag bra recensioner och sålde bra i stora delar av världen, om än inte lika framgångsrikt som tidigare album.
The Visitors var det första albumet i världen som gavs ut i CD-format. Därefter har albumet blivit remastrat och återutgivet tre gånger; 1997, 2001, 2005 till boxen The Complete Studio Recordings, 2008 till boxen The Albums och som en deluxeutgåva 2012. I den sistnämnda utgåvan sattes ett medley av tidigare outgivna demoinspelningar av Like an Angel Passing Through My Room samman för att visa på Abba:s arbete med att finna rätt arrangemang för sina melodier. Det var första gången sedan 1994 som tidigare outgivna Abba-inspelningar offentliggjordes. 
Albumet är en av titlarna i boken Tusen svenska klassiker (2009).

### Albumomslag

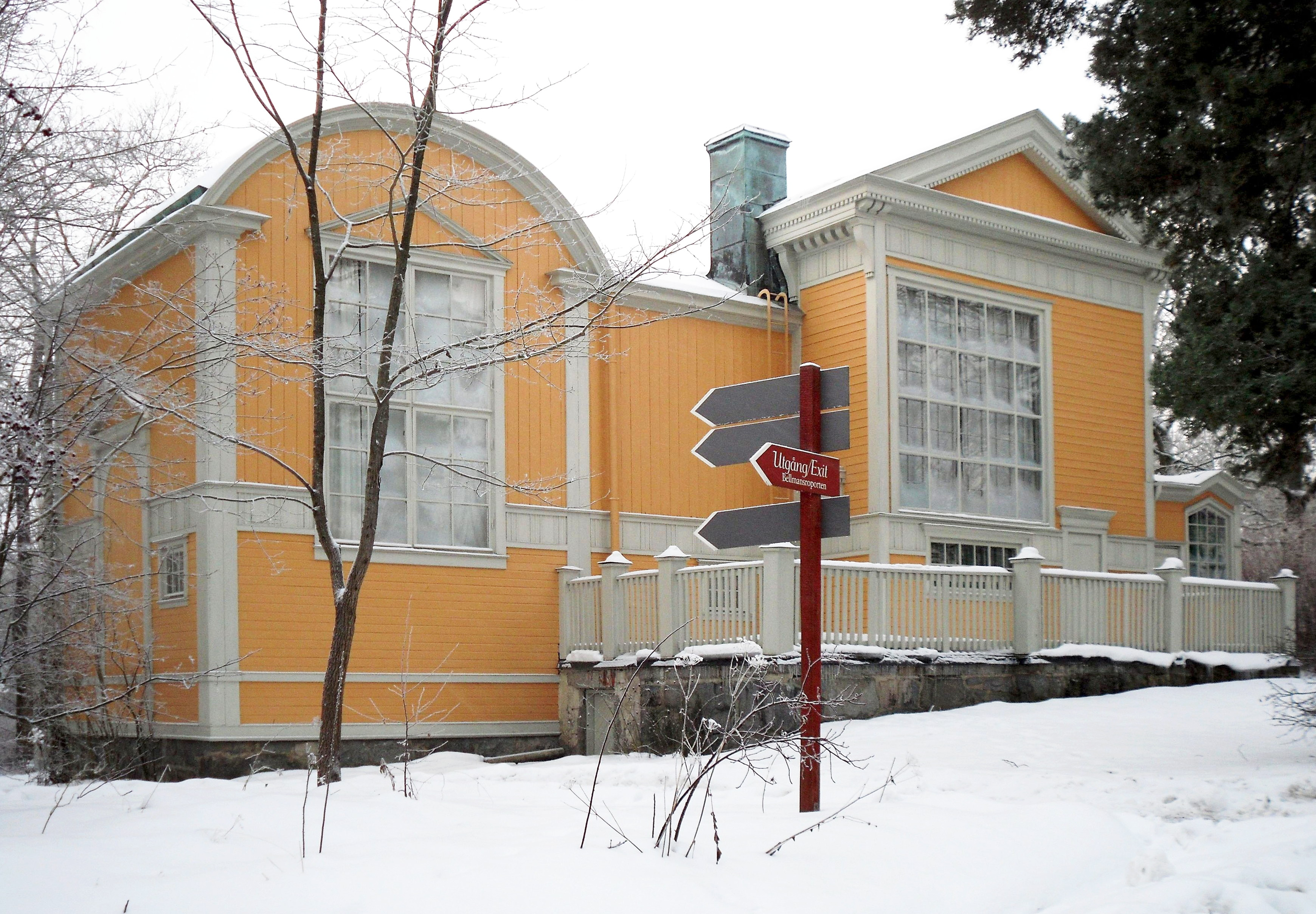
Julius Kronbergs ateljé på Skansen i Stockholm.

Skivomslaget är mörkt och dystert. De fyra gruppmedlemmarna står skilda från varandra, utspridda var och en för sig. Agnetha Fältskog står längst ut till vänster och håller i en uppslagen bok, Anni-Frid Lyngstad sitter i mitten i en röd stol med hög rygg. Björn Ulvaeus står bakom en stol i historicerande stil och Benny Andersson sitter avslappnat i en tvåmanssoffa längst ut till höger.
Fotografiet togs i Kronbergs ateljé på Skansen i Stockholm efter att albumdesignern Rune Söderqvist fått idén om att skivtitelns besökare kunde vara änglar samt att låten Like an Angel Passing Through My Room skulle finnas med på albumet. Han kom att tänka på Kronbergs många änglamotiv och bestämde att fotot skulle tas i Kronbergs ateljé.  Fotografiet domineras av Kronbergs tavla föreställande Eros. Fotografiet togs sent på hösten 1981 och ateljén var ouppvärmd.

## Låtlista
Samtliga låtar skrevs av Benny Andersson och Björn Ulvaeus. 
Sida ett
1. "The Visitors" - 5:45
2. "Head Over Heels" - 3:46
3. "When All is Said and Done" - 3:17
4. "Soldiers" - 4:37

Sida två
1. "I Let the Music Speak" - 5:18
2. "One of Us" - 3:54
3. "Two for the Price of One" - 3:35
4. "Slipping Through My Fingers" - 3:53
5. "Like an Angel Passing Through My Room" - 3:34

## CD-utgåvor och bonusspår
The Visitors gavs ut remastrat på CD 1997 med fyra bonusspår: 
1. Should I Laugh or Cry
  - B-sida på One of Us-singeln
2. The Day Before You Came
3. Under Attack
4. You Owe Me One
  - B-sida på Under Attack-singeln

En ny remastrad utgåva med fyra bonusspår utkom 2001: 
1. Should I Laugh or Cry
2. The Day Before You Came
3. Cassandra
  - B-sida på The Day Before You Came-singeln
4. Under Attack

2005 utkom en tredje remastrad version i boxen The Complete Studio Recordings med följande bonusspår 
1. Should I Laugh or Cry
  - Version med en kortare nedräkning i introt
2. No hay a quien culpar
  - Spansk version av When All Is Said and Done
3. Se me está escapando
  - Spansk version av Slipping Through My Fingers
4. The Day Before You Came
5. Cassandra
6. Under Attack
7. You Owe Me One

The Visitors gavs ut ånyo 2008 som en del i boxen The Albums, men då utan bonusspår.
The Visitors Deluxe Edition gavs ut den 23 april 2012. Förutom en CD med bonusspår innehåller utgåvan även en DVD med rörligt material: 
| 1. | The Visitors (Crackin' Up)            |  |
| 2. | Head over Heels (Alternativ mix)      |  |
| 3. | When All Is Said and Done             |  |
| 4. | Soldiers                              |  |
| 5. | I Let The Music Speak                 |  |
| 6. | One of Us                             |  |
| 7. | Two For the Price of One              |  |
| 8. | Slipping Through My Fingers           |  |
| 9. | Like An Angel Passing Through My Room |  |

| 10. | Should I Laugh Or Cry (Version med kortare nedräkning i introt) |  |
| 11. | I Am the City                                                   |  |
| 12. | You Owe Me One                                                  |  |
| 13. | Cassandra                                                       |  |
| 14. | Under Attack                                                    |  |
| 15. | The Day Before You Came                                         |  |

| 16. | From a Twinkling Star to a Passing Angel (Medley av demoinspelningar, aldrig tidigare utgivna) |  |

| 1.  | Two for the Price of One (Live från Dick Cavett Meets Abba)    |  |
| 2.  | Slipping Through My Fingers (Live från Dick Cavett Meets Abba) |  |
| 3.  | When All Is Said and Done (Musikvideo)                         |  |
| 4.  | Abba in London, November 1982 (The Late Breakfast Show, BBC)   |  |
| 5.  | Abba in Stockholm, November 1982 (Nöjesmaskinen, SVT)          |  |
| 6.  | The Visitors (TV-reklam I, Storbritannien)                     |  |
| 7.  | The Visitors (TV-reklam II, Australien)                        |  |
| 8.  | The Singles: The First Ten Years (TV-reklam I, Storbritannien) |  |
| 9.  | The Singles: The First Ten Years (TV-reklam II, Australien)    |  |
| 10. | Internationellt omslagsgalleri                                 |  |

Spår 1–10, 16 inspelade och mixade 16 mars – 14 november 1981 i Polar Music Studios, Stockholm, Sverige.

Spår 11–15 inspelade och mixade 3 maj – 26 augusti 1982 i Polar Music Studios, Stockholm, Sverige.

## Medverkande musiker
- Sång - Agnetha Fältskog och Anni-Frid Lyngstad
- Trummor - Ola Brunkert (Per Lindvall på Soldiers, The Visitors, Cassandra och  Under Attack)
- Slagverk - Åke Sundqvist
- Bas - Rutger Gunnarsson
- El- och akustisk gitarr - Lasse Wellander (Janne Schaffer på Under Attack och Cassandra)
- Akustisk gitarr - Björn Ulvaeus
- Keyboards - Benny Andersson
- Flöjt och klarinett - Jan Kling
- Mandolin - The Three Boys

## Produktion
- Producenter: Benny Andersson, Björn Ulvaeus
- Arrangörer: Benny Andersson, Björn Ulvaeus
- Ljudtekniker: Michael B. Tretow
- Design: Rune Söderqvist

## Listplaceringar
| Lista (1981-1982) | Topplacering |
| ----------------- | ------------ |
| Australien        | 22           |
| Belgien           | 01           |
| Finland           | 03           |
| Frankrike         | 12           |
| Italien           | 35           |
| Japan             | 12           |
| Mexiko            | 38           |
| Nederländerna     | 01           |
| Norge             | 01           |
| Nya Zeeland       | 19           |
| Schweiz           | 01           |
| Sverige           | 01           |
| Spanien           | 06           |
| Storbritannien    | 01           |
| Sydafrika         | 03           |
| Västtyskland      | 01           |
| USA               | 29           |
| Österrike         | 03           |